# VC 73 Freudenberg
Der VC 1973 Freudenberg e.V. ist ein deutscher Volleyballverein mit Sitz in der nordrhein-westfälischen Stadt Freudenberg im Kreis Siegen-Wittgenstein.

## Geschichte
Die erste Männer-Mannschaft spielte seit 2017 in der Regionalliga West und stieg zur Saison 2020/21 in die Dritte Liga West auf. Nach fünf gespielten Partien wurde die Spielzeit aufgrund der COVID-19-Pandemie abgebrochen. Zu dieser Zeit stand das Team mit 5 Punkten auf dem elften Tabellenplatz. Somit spielt die Mannschaft auch in der Saison 2021/22 in dieser Spielklasse.